# Michel Hoàng Đức Oanh
Michel Hoàng Đức Oanh (Ha Tay, 23 ottobre 1938) è un vescovo cattolico vietnamita, dal 7 ottobre 2015 vescovo emerito di Kontum.

## Biografia

### Infanzia e formazione
Michel Hoàng Đức Oanh è nato il 23 ottobre 1938 nell'allora provincia di Ha Tay, oggi parte della capitale Hanoi, ultimo nato di una devota famiglia cattolica con nove figli.
Sentita fin da bambino la vocazione religiosa, è entrato nel seminario minore di Hanoi nel 1952. Tuttavia, a causa della guerra, è dovuto fuggire al sud insieme alla famiglia nel 1954, stabilendosi a Saigon dove ha potuto continuare gli studi. Nel 1960 è entrato nel pontificio istituto San Pio X di Ðà Lat dove ha studiato filosofia e teologia ed ottenendo la licenza nel 1969.

### Ministero sacerdotale
È stato ordinato presbitero il 22 dicembre 1968 incardinandosi nella diocesi di Kontum. Dopo l'ordinazione sacerdotale è stato vicario parrocchiale della parrocchia Thăng Thiên di Pleiku e rettore della scuola privata Minh Đức.
È poi stato professore del seminario minore di Kontum e nel 1971 ne è stato nominato direttore. Nel 1997 è stato nominato parroco della parrocchia del Sacro Cuore. È stato poi vicario generale della diocesi di Kontum dal 1996.

### Ministero episcopale
Il 16 luglio 2003 papa Giovanni Paolo II lo ha nominato vescovo di Kontum. 
Ha ricevuto l'ordinazione episcopale il 28 agosto seguente per imposizione delle mani del suo predecessore Pierre Trần Thanh Chung.
Ha guidato la diocesi per 12 anni, durante i quali ha concentrato gli sforzi per favorire l'evangelizzazione, dando priorità alla formazione di sacerdoti e catechisti, adoperandosi per la promozione e lo sviluppo del tenore di vita delle fasce più povere e bisognose della popolazione e stimolare l'incremento del numero di edifici di culto e di infrastrutture per i poveri.
Si è ritirato per raggiunti limiti d'età il 7 ottobre 2015.

## Genealogia episcopale e successione apostolica
La genealogia episcopale è:
- Cardinale Scipione Rebiba
- Cardinale Giulio Antonio Santori
- Cardinale Girolamo Bernerio, O.P.
- Arcivescovo Galeazzo Sanvitale
- Cardinale Ludovico Ludovisi
- Cardinale Luigi Caetani
- Cardinale Ulderico Carpegna
- Cardinale Paluzzo Paluzzi Altieri degli Albertoni
- Papa Benedetto XIII
- Papa Benedetto XIV
- Cardinale Enrico Enriquez
- Arcivescovo Manuel Quintano Bonifaz
- Cardinale Buenaventura Córdoba Espinosa de la Cerda
- Cardinale Giuseppe Maria Doria Pamphilj
- Papa Pio VIII
- Papa Pio IX
- Cardinale Alessandro Franchi
- Cardinale Giovanni Simeoni
- Cardinale Antonio Agliardi
- Cardinale Basilio Pompilj
- Cardinale Adeodato Piazza, O.C.D.
- Cardinale Egidio Vagnozzi
- Arcivescovo John Jarlath Dooley, S.S.C.M.E.
- Vescovo Paul-Léon Seitz, M.E.P.
- Vescovo Alexis Phạm Văn Lộc
- Vescovo Pierre Trần Thanh Chung
- Vescovo Michel Hoàng Đức Oanh

La successione apostolica è:
- Vescovo Louis Nguyễn Hùng Vị (2015)